# Du Maurier (cigarette)
Pour les articles homonymes, voir Du Maurier.
 (février 2010).
Si vous disposez d'ouvrages ou d'articles de référence ou si vous connaissez des sites web de qualité traitant du thème abordé ici, merci de compléter l'article en donnant les références utiles à sa vérifiabilité et en les liant à la section « Notes et références ».

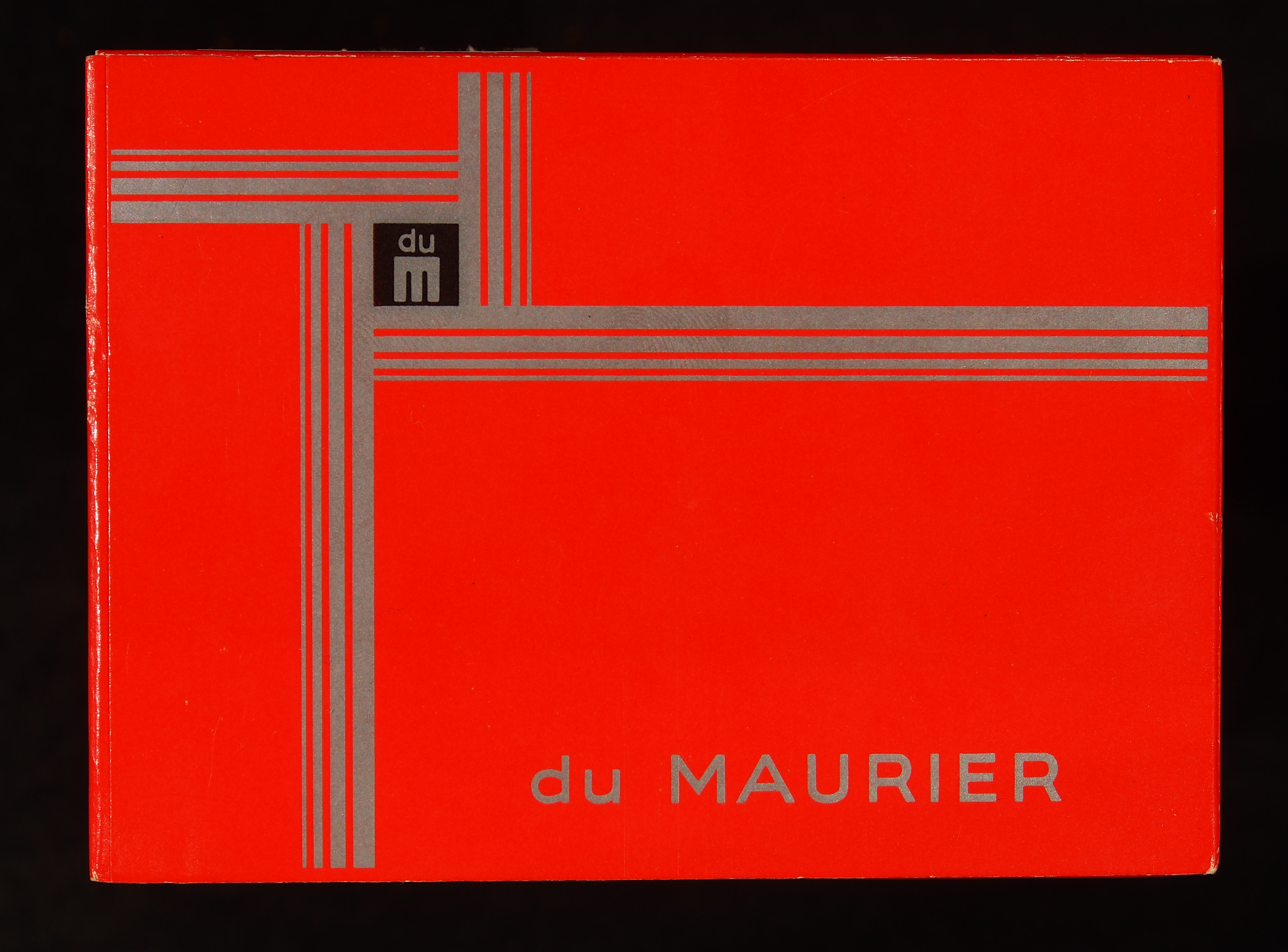
Ancienne image de marque du produit avant le règlement canadien sur les produits du tabac (apparence neutre et normalisée).

Du Maurier est une marque canadienne de cigarette produite par Imperial Tobacco. Son nom fait référence à l'acteur anglais Gerald du Maurier.